# Francisco Bernis

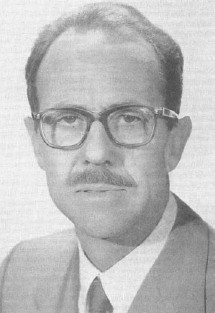
Francisco Bernis (Porträt)

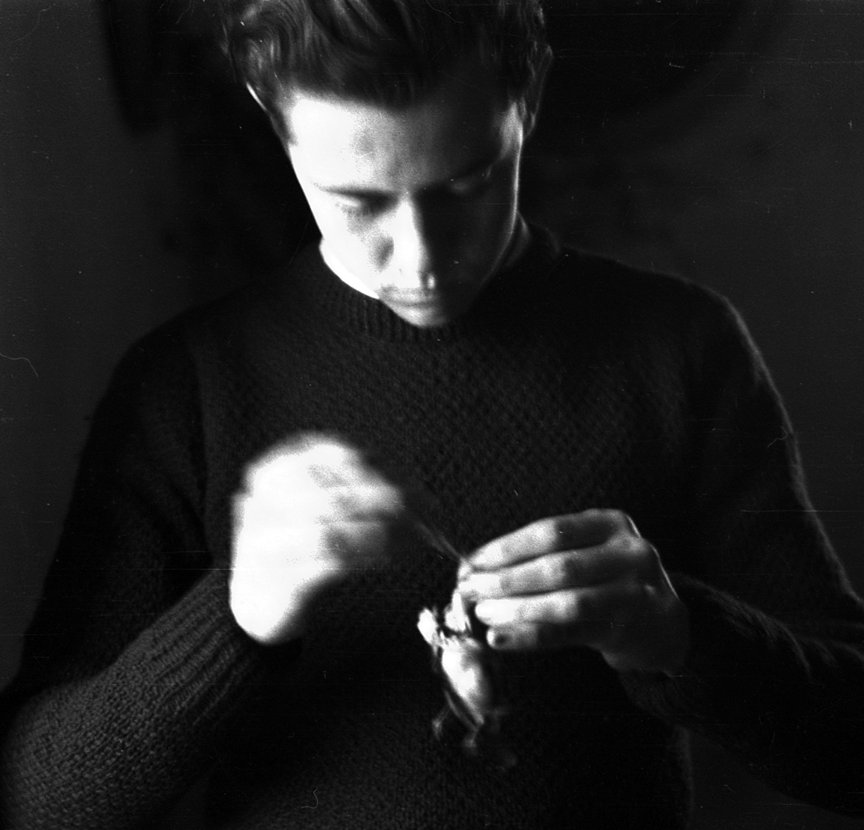
Francisco Bernis während einer Exkursion in Cogolludo, Provinz Guadalajara, in den 1930er Jahren

Francisco Bernis Madrazo (* 16. August 1916 in Salamanca; † 10. November 2003 in Madrid) war ein spanischer Ornithologe, Biologe und Botaniker. Sein botanisches Autorenkürzel lautet „Bernis“. Er gilt als Vater der modernen spanischen Ornithologie.

## Leben
Bernis war der Sohn des Ökonomen Francisco Bernis Carrasco (1877–1933). Er interessierte sich schon früh für die Biologie und trat im Alter von 17 Jahren, im Jahr 1933, der Real Sociedad Española de Historia Natural bei. 1941 erlangte er das Lizenziat in den Naturwissenschaften. Anschließend arbeitete er als Lehrer in einer Sekundarschule. Im Jahr 1943 erhielt er eine Professur am Instituto de Lugo, wo er intensive Feldforschung betrieb.
Nachdem er 1951 mit einer Dissertation über die taxonomische Revision der Gattung der Grasnelken (Armeria) promoviert wurde, begann er 1952 mit der ornithologischen Erkundung der Region Doñana. Gemeinsam mit José Antonio Valverde ergriff er die ersten Initiativen zum Schutz dieser Landschaft und zur Einrichtung eines Nationalparks, der 1969 gegründet wurde.
Im Jahr 1954 gründete er zusammen mit anderen Vogelbeobachtern die Sociedad Española de Ornitología, deren Generalsekretär er 20 Jahre lang war. Er arbeitete im Verlag der Gesellschaft mit und fungierte als Redakteur der Zeitschrift Ardeola.
Im Jahr 1956 wurde Bernis zum Professor für Wirbeltierzoologie an der Universität Complutense Madrid ernannt und übernahm die Leitung der Wirbeltierabteilung des Museo Nacional de Ciencias Naturales.
Bernis widmete sich vornehmlich der Erforschung der Vogelzugs. Weitere Projekte galten Vogelzählungen, der Zoogeographie sowie anderen Aspekten der Ornithologie. 1959 veröffentlichte er in der Zeitschrift Ardeola den Artikel La migración de las cigüeñas españolas y de otras cigüeñas occidentales, der den Auftakt zu einer Reihe bildete, die zwischen 1966 und 1971 erschien. Aves migradoras ibéricas kam in acht Teilen heraus und wurde von einigen seiner Studenten ergänzt. Seine Schrift Migración en aves. Tratado teórico y práctico aus dem Jahr 1966 galt viele Jahrzehnte als Standardwerk für die Vogelberingung und den Vogelzug in Spanien. Ein weiterer bedeutender Beitrag für die spanische Ornithologie war der Artikel Prontuario de la Avifauna española (Incluyendo aves de Portugal, Baleares y Canarias), der 1954 in der Zeitschrift Ardeola veröffentlicht wurde. Weitere relevante Titel seiner wissenschaftlichen Bibliographie sind La migración de las aves en el Estrecho de Gibraltar (1980), Diccionario de nombres vernáculos de aves (1995) und La clase aves. Un recorrido biológico por la taxonomía (1997).
Bernis war ein Pionier auf dem Gebiet der wissenschaftlichen Vogelberingung in Spanien und organisierte im Jahr 1957 die ersten Beringungskampagnen des damals neu gegründeten Vogelzugzentrums der Sociedad Española de Ornitología.
Zu den von Bernis durchgeführten und für die damalige Zeit innovativen Verfahren zählten Feldexkursionen mit seinen Studenten sowie die Herstellung und Verwendung von Zeichnungen, Dias und Filmen. Er regte die Gründung der Sammlung an, die heute das Museo de Anatomía Comparada De Vertebrados (MACV) bildet, das zur Fakultät für Biowissenschaften der Universität Complutense Madrid gehört.

## Dedikationsnamen und Auszeichnungen
1975 benannte der Herpetologe Alfredo Salvador die Doppelschleichenart Ichthyophis bernisi von der Insel Java zu Ehren von Francisco Bernis. 1987 erhielt er das Großkreuz des Ordens Alfons X. des Weisen.